# Подводна река в Черно море
Подводната река в Черно море е придънно течение, носещо силно солена вода от Мраморно море през Босфора и по дъното на по-слабо соленото Черно море.
Реката тече по канал с дълбочина около 35 м, ширина около 1 км и дължина около 60 км. Скоростта на течението достига 1,8 м/сек (6,5 км/ч), a средният отток − 22 000 куб.м/сек. Ако течеше на сушата, тази река би се наредила на шесто място по пълноводност в света.
Подводната река притежава много от елементите, характерни за реките на повърхността − напр. русло, брегове, заливни низини, бързеи и водопади. Характерна особеност са водовъртежите, които се образуват при движението на водата около препятствия и се завихрят в посока по часовниковата стрелка, вместо обратно на нея, както е обичайно за реките в Северното полукълбо (виж. Кориолисовата сила).
Подводната река е открита от учени от Университета в Лийдс, Великобритания на 1 август 2010. За точното ѝ измерване е използвана седемметрова безпилотна подводница с прецизна система за позициониране, която позволява максимално и безопасно приближаване до каналите. Това е първата придънна река, чието съществуване е потвърдено.
Каналът на дъното на Черно море, по който тече реката, е открит през 2006 от учени от Университета Мемориъл в Нюфаундленд, Канада. Според популярната теория, той се е образува преди около 6000 години, когато равнището на Световния океан се повишава до ниво, близко до настоящото. Тогава водите на Средиземно море преливат през Босфора и започват да навлизат в Черно море, като образуват серия от подводни канали, повечето от които са активни и днес. Възможно е тези събития да са дали началото на историята за Библейския потоп..
На науката са известни и други канали на океанското дъно, за които се предполага, че са корита на подводни реки, но поради техните силни и непредвидими течения изследването им е свързано с големи трудности. Най-големият подобен канал е открит срещу устието на река Амазонка в Атлантическия океан.